# レベッカ・ファーガソン (女優)
レベッカ・ファーガソン（Rebecca Ferguson, 1983年10月19日 - ）は、スウェーデンの女優。『ミッション:インポッシブル/ローグ・ネイション』から出演している、MI6を除籍されたスパイのイルサ・ファウスト役で知られる。当初、日本語では「レベッカ・フェルグソン」と表記されることもあった。

## 経歴
1983年10月19日、ストックホルムに生まれる。母のローズマリーはイングランド人である。
2013年、テレビドラマ『ホワイト・クイーン 白薔薇の女王』で主演を務める。同作で第71回ゴールデングローブ賞ミニシリーズ・テレビ映画演技賞の主演女優賞にノミネートされた。
2014年、ドウェイン・ジョンソン主演『ヘラクレス』に出演し、これまで以上に知名度があがった作品になった。
2015年、トム・クルーズ主演の大作『ミッション:インポッシブル/ローグ・ネイション』に出演し、人気女優としての地位を確立した。

### 私生活
元恋人のLudwig Hallbergとの間に息子が一人いる。
2018年夏には第2子となる女児が誕生していたことが報じられた。
また、2016年から交際している恋人ロリー（名字非公表）と2018年12月に結婚式を挙げたことが2019年1月に報じられた。

## 出演

### 映画
※主演映画は太字表記。
| 年   | 題名                                                                                             | 役名                       | 備考                         | 吹替       |
| ---- | ------------------------------------------------------------------------------------------------ | -------------------------- | ---------------------------- | ---------- |
| 2004 | ポゼッション Strandvaskaren                                                                      | アマンダ                   |                              |            |
| 2011 | アンチーブまでの片道 A One-Way Trip to Antibes                                                   | マリア                     |                              |            |
| 2012 | 跪く女 Vi                                                                                        | リンダ                     |                              |            |
| 2014 | ヘラクレス Hercules                                                                              | ユージニア                 | 皆川純子                     |            |
| 2015 | ミッション:インポッシブル/ローグ・ネイション Mission: Impossible – Rogue Nation                  | イルサ・ファウスト         | 甲斐田裕子                   |            |
| 2016 | 愛の亡命 Despite the Falling Snow                                                                | カティヤ / ローレン（2役） | 日本劇場未公開 WOWOWにて放映 |            |
| 2016 | マダム・フローレンス! 夢見るふたり Florence Foster Jenkins                                       | キャスリーン               |                              | 恒松あゆみ |
| 2016 | ガール・オン・ザ・トレイン The Girl on the Train                                                 | アナ・ワトソン             | 舞山裕子                     |            |
| 2017 | ライフ Life                                                                                      | ミランダ・ノース           | 坂本真綾                     |            |
| 2017 | スノーマン 雪闇の殺人鬼 The Snowman                                                              | カトリーネ・ブラット       | 舞山裕子                     |            |
| 2017 | グレイテスト・ショーマン The Greatest Showman                                                    | ジェニー・リンド           | 北西純子                     |            |
| 2018 | ミッション:インポッシブル/フォールアウト Mission: Impossible - Fallout                           | イルサ・ファウスト         | 甲斐田裕子                   |            |
| 2019 | クエスト・オブ・キング 魔法使いと4人の騎士 The Kid Who Would Be King                             | モーガナ                   | 日本劇場未公開               | 北西純子   |
| 2019 | メン・イン・ブラック:インターナショナル Men in Black: International                              | リザ・スタヴロス           |                              | 朴璐美     |
| 2019 | ドクター・スリープ Doctor Sleep                                                                  | ローズ・ザ・ハット         | 皆川純子                     |            |
| 2021 | レミニセンス Reminiscence                                                                        | メイ                       | 北西純子                     |            |
| 2021 | DUNE/デューン 砂の惑星 Dune                                                                      | レディ・ジェシカ           | 皆川純子                     |            |
| 2023 | ミッション:インポッシブル/デッドレコニング PART ONE Mission: Impossible: Dead Reckoning Part One | イルサ・ファウスト         | 甲斐田裕子                   |            |
| 2024 | デューン 砂の惑星PART2 Dune: Part Two                                                            | レディ・ジェシカ           | 皆川純子                     |            |
| 2025 | Mercy                                                                                            |                            | 撮影中                       |            |
| TBA  | The Immortals Man                                                                                |                            |                              |            |

### テレビ
※主演映画は太字表記。
| 年   | 題名                                            | 役名                     | 備考       | 吹き替え |
| ---- | ----------------------------------------------- | ------------------------ | ---------- | -------- |
| 2013 | ホワイト・クイーン 白薔薇の女王 The White Queen | エリザベス・ウッドヴィル | 計10話出演 | 藤田奈央 |
| 2014 | 赤い天幕 The Red Tent                           | ディナ                   |            | 永宝千晶 |
| 2023 | サイロ Silo                                     | ジュリエット・ニコルズ   | 佐古真弓   |          |